# Saint-Marcel (Métro Paris)

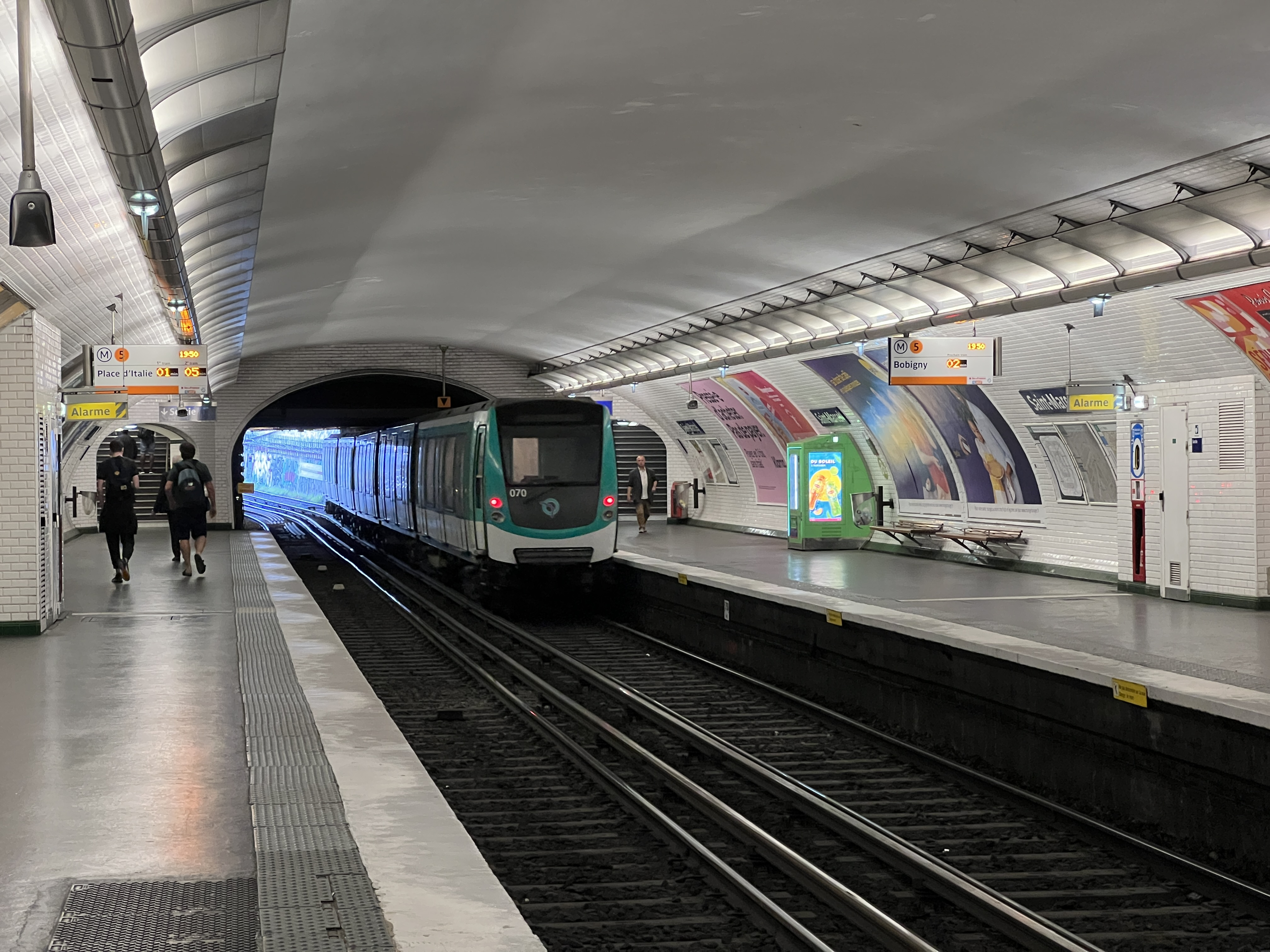
In Richtung Bobigny ausfahrender Zug der Baureihe MF 01

Der U-Bahnhof Saint-Marcel [sɛ̃ maʁsɛl] ist eine unterirdische Station der Linie 5 der Pariser Métro.

## Lage
Die Station befindet sich im Quartier de la Salpêtrière des 13. Arrondissements von Paris. Sie liegt längs unter dem Boulevard de l’Hôpital südlich der Einmündung der Rue des Wallons.

## Name
Den Namen gibt der nahe Boulevard Saint-Marcel. Der „heilige“ Marcellus von Paris (fr: Saint Marcel de Paris) war im frühen 5. Jahrhundert Bischof der Stadt. Das bekannteste seiner Wunder war die Zähmung und Vertreibung eines Drachens. Seine Reliquien werden in der Kathedrale Notre Dame aufbewahrt.

## Geschichte und Beschreibung

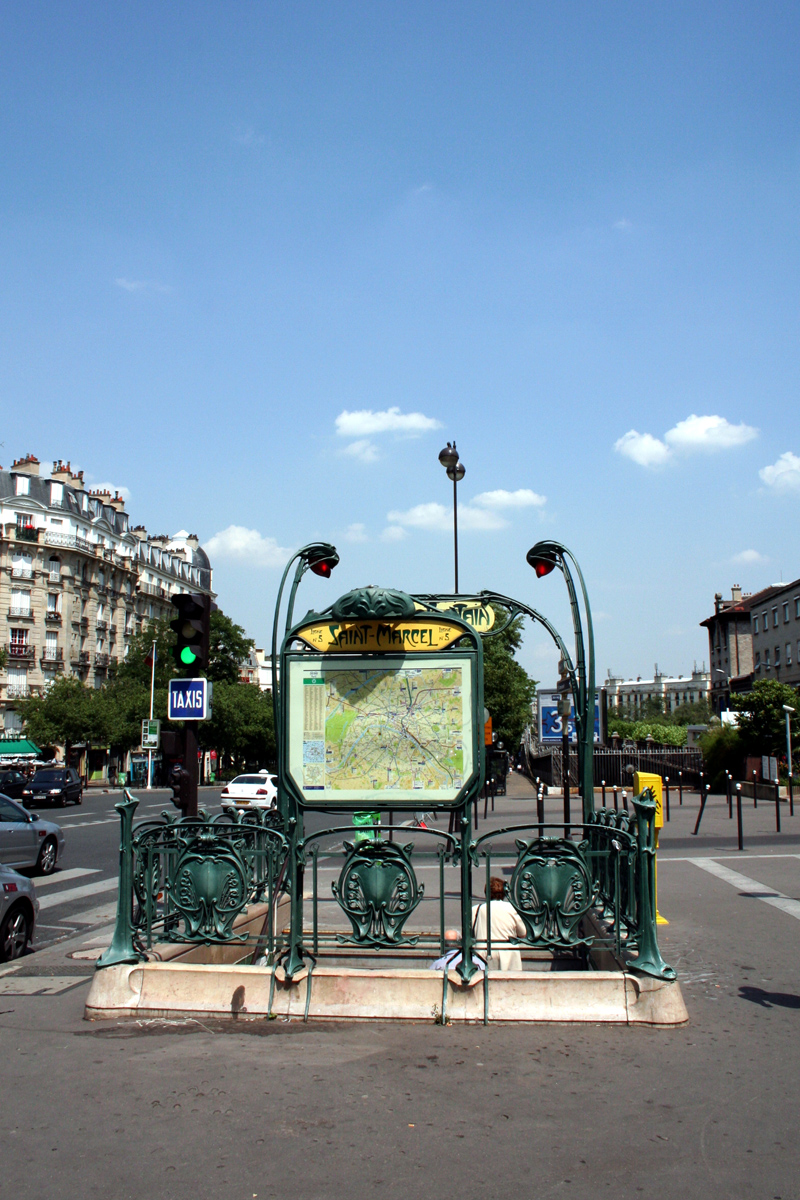
Von Hector Guimard im Stil des Art nouveau gestalteter Zugang

Die Station wurde am 2. Juni 1906 mit der Eröffnung der Linie 5 in Betrieb genommen. Diese verkehrte vom Endbahnhof Place d’Italie zunächst nur auf 1555 m Länge bis zur Station Gare d’Orléans (seit 1930: Gare d’Austerlitz).
Unter einem elliptischen Deckengewölbe hat die Station Seitenbahnsteige an zwei parallelen Streckengleisen. Ihre weiß gefleisten Seitenwände folgen der Krümmung der Ellipse. Sie weist die ursprüngliche Pariser Standardlänge von 75 m, ausreichend für Fünf-Wagen-Züge, auf. Unmittelbar nördlich der Station verlässt die Strecke den Tunnel und führt über eine Rampe zum Hochbahnhof Gare d’Austerlitz.
Die zwei Zugänge liegen beiderseits des Boulevard de l’Hôpital südlich der Einmündung der Rue des Wallons. Das Dekor des östlichen Zugangs wurde von Hector Guimard im Stil des Art nouveau gestaltet. Der westliche Zugang ist durch einen Mast markiert, der ein gelbes „M“ in einem Doppelkreis trägt.

## Fahrzeuge
Die Sprague-Thomson-Züge auf der Linie 5 wurden ab 1978 durch Fahrzeuge der Baureihe MF 67 ersetzt, denen ab 2011 MF 01-Züge folgten.

## Umgebung
- Hôpital de la Pitié-Salpêtrière